# Cagny (Somme)
Cagny é uma comuna francesa na região administrativa de Altos da França, no departamento de Somme. Estende-se por uma área de 5,29 km². Em 2010 a comuna tinha 1 226 habitantes (densidade: 231,8 hab./km²).